# Hawker Siddeley P.1154
Le Hawker Siddeley P.1154 était un projet britannique d'avion de chasse supersonique de type ADAC/V (V/STOL, en anglais), conçu à partir de la fin des années 1950 par le constructeur Hawker Siddeley Aviation (HSA).
Développé en parallèle au plus petit — et subsonique — Hawker Siddeley P.1127/Kestrel, le P.1154 était dérivé du P.1150. La proposition du P.1150 ne répondit pas aux attentes de la Specification NBMR-3 publiée par l'OTAN et, par conséquent, le P.1154 vit le jour. Cet appareil de type « Mach 2 » conserva la technologie particulière de combustion initialement conçue pour le P.1150. Bien qu'ayant été le vainqueur technique de onze propositions, les essais et la production qui auraient dû suivre ne se réalisèrent jamais, en raison d'un conflit politique.
Entre-temps, Hawker Siddeley considéra la modification de la cellule pour une spécification conjointe concernant un avion pour la Royal Air Force (RAF) et la Royal Navy (RN). Entre 1961 et 1965, les deux services harmonisèrent leurs besoins, pour préserver une conception très commune. Toutefois, la configuration désirée par la RAF était en train de prendre le pas sur celle de la Royal Navy. Plusieurs propositions furent soumises — dont une faisant appel à deux moteurs Spey — mais rejetées. À la suite de l'accession au pouvoir du Parti travailliste, le projet fut annulé, en 1965.
La Royal Navy acquit finalement une version légèrement modifiée du McDonnell Douglas F-4 Phantom II américain, tandis que la RAF continua à encourager le développement du P.1127, qui mena à la naissance de la longue lignée d'avions de combat ADAV Harrier

## Conception et développement

### Contexte
À la fin des années 1950, la société Hawker Siddeley Aviation (HSA) était désireuse de développer une nouvelle génération d'avions de combat, qui seraient capables de vitesses supersoniques. Toutefois, malgré des tentatives répétées de raviver le programme, le Hawker P.1121 — alors en développement — fut finalement délaissé, principalement à cause d'un manque de soutien politique pour son développement, à la suite de la publication du Livret blanc de la Défense de 1957 (en) par le Ministre de la Défense Duncan Sandys. Reconnaissant la nécessité de commencer rapidement les travaux sur un autre programme de développement, Sydney Camm, concepteur en chef de Hawker Siddeley qui était régulièrement en discussions avec Stanley Hooker, de Bristol Aero Engines, décida que la compagnie devait étudier les possibilités de développer et construire un avion de chasse à décollage et atterrissage verticaux (ADAV) compatible avec une utilisation au combat.
Bristol Aero Engines et Hooker avaient déjà travaillé ensemble sur un projet visant à produire un moteur dédié à la sustentation verticale aux caractéristiques convenables. Ce moteur combinait les éléments principaux de leurs turboréacteurs Olympus et Orpheus pour produire un moteur à soufflante carénée au flux orientable. La soufflante carénée imaginée contenait des flux « froids » orientables, qui étaient positionnés de chaque côté d'un compresseur, en parallèle avec un flux « chaud » qui était véhiculé via une tubulure centrale conventionnelle. Avec un moteur adapté déjà en cours de développement, Camm et son équipe, à Hawker Siddeley Aviation, commencèrent à développer le premier ADAV de la compagnie, désigné P.1127. Le 1127 fut imaginé comme un avion d'attaque ADAV subsonique, servant également à démontrer et prouver les capacités de la configuration de base de l'avion, ainsi qu'à valider les performances du moteur Rolls-Royce Pegasus qui le propulsait.
Si les apports financiers du Programme de développement d'armement mutuel (Mutual Weapons Development Program) de l'OTAN permirent le développement du moteur Pegasus, il n'en fut pas de même du côté du gouvernement britannique, qui rechignait à apporter son soutien financier. Alors que Hawker Siddeley Aviation décida de continuer avec le P.1127 sur ses fonds privés, l'Air Staff (en) était en total désaccord sur les besoins qui devaient être exprimés pour un futur ADAV devant équiper la RAF ; Certains officiers, comme le Chief of the Air Staff Sir Thomas Pike (en), plaidaient en faveur de la simplicité, tandis que d'autres, comme la division des besoins opérationnels de la RAF, recherchaient des performances particulières pour un avion de ce type, en particulier la capacité à voler en régime supersonique. Hawker Siddeley Aviation était également intéressée par les recherches et la faisabilité d'un développement plus sophistiqué du P.1127, sachant qu'un ADAV capable de vitesses supersoniques serait forcément bien plus attrayant auprès de clients potentiels, la perception de l'époque voulant qu'un appareil supersonique ait une valeur significativement plus importante que celle d'un appareil subsonique
,,.
Par conséquent, le 13 avril 1961, Hawker Siddeley Aviation décida de mener des travaux préliminaires sur un dérivé supersonique du P.1127, sous la supervision de Ralph Hooper. Cette décision mena à la création d'un nouveau concept, désigné « P.1150 », qui était 50 % plus gros que le P.1127 précédent. Il fut également proposé qu'une nouvelle caractéristique de performance soit adoptée par le moteur devant propulser l'appareil, en l'occurrence le « Plenum Chamber Burning », ou PCB, qui est essentiellement similaire à un système de postcombustion,. La proposition P.1150 ressemblait globalement à son prédécesseur, en dépit de changements majeurs appliqués à sa conception de base, incluant son fuselage revu, l'adoption d'une aile plus fine et d'une version avancée du moteur Pegasus, le Bristol Siddeley BS.100,. Le BS.100 était équipé d'un arrangement similaire à quatre tuyères d'échappement pivotantes, les deux tuyères avant devant recevoir le système PCB,,. D'après l'auteur spécialisé dans l'aéronautique Derek Wood, le P.1150 aurait dû pouvoir atteindre une vitesse de Mach 1,3.

### Besoins de l'OTAN

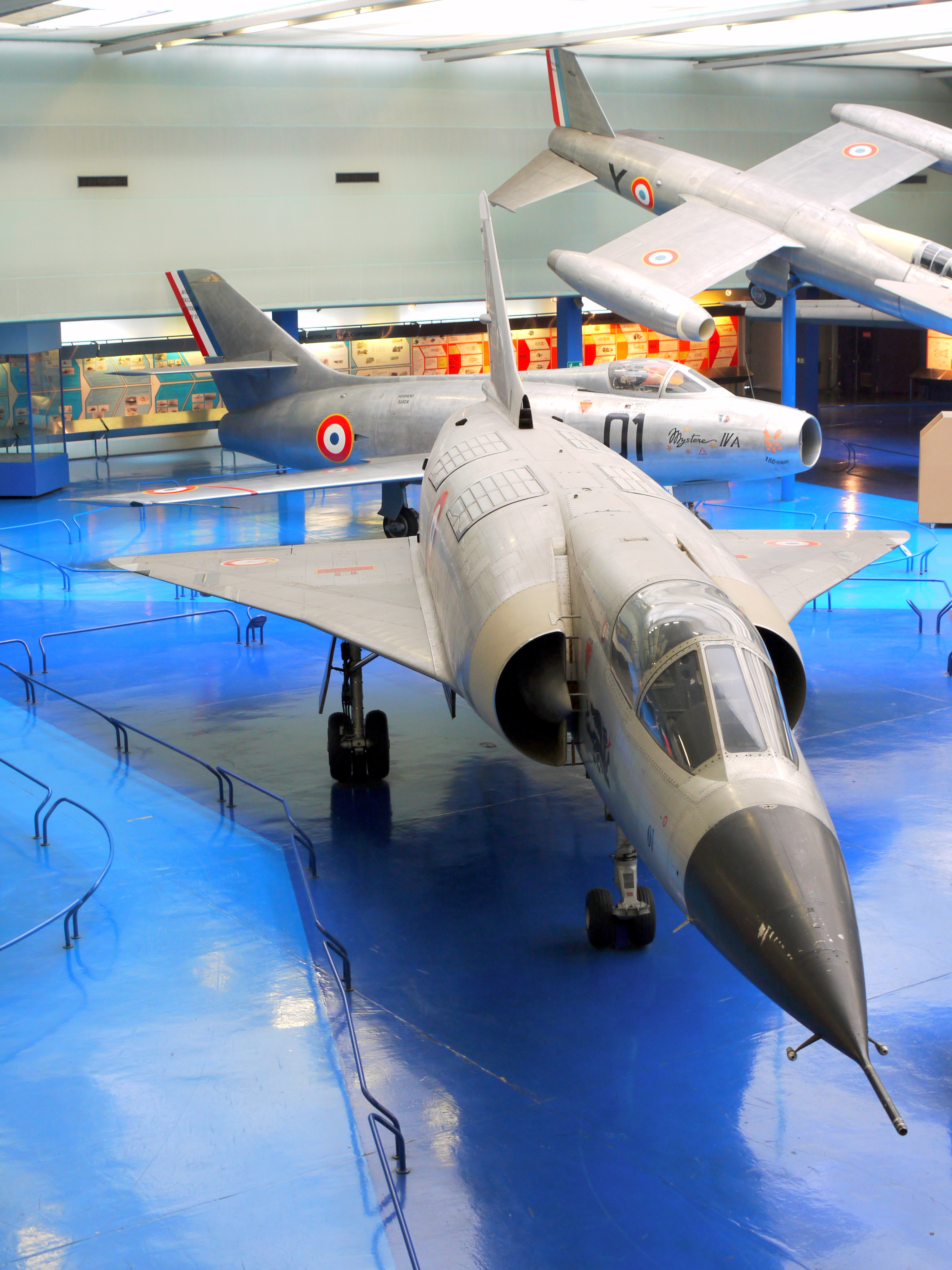
Le Dassault Mirage III V était un concept rival du P.1154.

En août 1961, l'OTAN publia une révision mise à jour de son besoin d'avion d'attaque ADAV, le NATO Basic Military Requirement 3, ou NBMR-3. La spécification faisait appel à un chasseur d'attaque ADAV supersonique avec un rayon d'action de 460 kilomètres. Sa vitesse de croisière devait être de Mach 0,92, avec une vitesse de pointe de Mach 1,5. L'avion, avec une charge utile de 907 kg, devait être capable de franchir un obstacle vertical de 15 mètres après une course de décollage de seulement 150 mètres,. La victoire dans cette compétition était vue comme une chose de première importance à l'époque, car il s'agissait alors de choisir le « premier vrai avion de combat de l'OTAN ». Toutefois, en raison de changements appliqués à la spécification, le P.1150 fut considéré comme étant trop petit et donc inadapté, ce qui mena à un désir de reconception d'un nouvel avion. L'auteur aéronautique Derek Wood estima que la décision de ne pas continuer avec le concept original P.1150 fut « un sérieux revers… il aurait fourni un modèle de base de premier ordre ».
Hawker Siddeley Aviation passa un accord avec la compagnie aéronautique allemande Focke-Wulf, pour collaborer sur une étude qui visait à équiper le P.1150 de deux moteurs de sustentation (en anglais : lift engines) supplémentaires. Toutefois, en octobre 1961, l'Allemagne de l'Ouest vota pour son retrait total du programme. Cet événement fit l'effet d'une bombe, non-seulement pour Hawker Siddeley Aviation et l'équipe de développement de l'avion, mais également pour le Ministère de l'Air britannique, qui cherchait également à collaborer avec ses équivalents ouest-allemands au sujet des avions de type ADAV. Pendant ce temps, des études supplémentaires vinrent confirmer les peurs que le P.1150 serait trop petit pour répondre aux attentes des clients, et Camm initia les travaux sur un concept dérivé de plus grande taille. En conjonction avec la reprise de la conception par Hawker Siddeley Aviation, la société Bristol travailla à agrandir le « moteur PCB » original et augmenta sa température d'échappement pour porter sa poussée à 146,8 kN,,. L'avion issu de ces travaux aurait théoriquement pu atteindre des vitesses comprises entre Mach 1,7 et Mach 2,0,.
Un nouveau concept d'avion — plus gros — émergea, qui fut initialement désigné P.1150/3, avant d'être redésigné P.1154. En janvier 1962, Hawker Siddeley Aviation proposa le concept P.1154 à l'OTAN, via le Ministère de l'Aviation. La publication de la Specification NBMR-3 attira également dix autres prétendants, parmi lesquels était le rival principal du P.1154, le chasseur ADAV français Dassault Mirage III V. Ce dernier employait une configuration à moteurs de propulsion horizontale et de sustentation séparés, dans laquelle huit moteurs Rolls-Royce RB.162 produisaient la force nécessaire à la sustentation et un turbofan Snecma TF106 — un Pratt & Whitney TF30 produit sous licence — produisait la poussée pour le vol horizontal. Le Mirage III V était soutenu par la British Aircraft Corporation (BAC), et avait également les faveurs de plusieurs membres de l'Air Staff,. En mai 1962, le P.1154 se posa en vainqueur de la compétition pour la spécification NBMR-3, face au Mirage III V de Dassault Aviation.
Le P.1154 fut jugé techniquement supérieur au Mirage. Toutefois, l'avion français avait acquis un plus grand niveau de soutien politique, en raison des aspects de développement et production en coopération proposés pour le programme, qui promettait de répartir le travail vers de nombreux acteurs dans de nombreux pays membres. Les manœuvres politiques prolongées effectuées par les constructeurs, ainsi que par les gouvernements eux-mêmes, furent menées dans le but de sécuriser leurs projets respectifs. Le P.1154 fut finalement sélectionné pour la spécification NBMR-3, sans pour autant lui apporter des contrats de production en série. Le Gouvernement français se retira immédiatement de sa participation au concours dès qu'il avait constaté que l'avion proposé par Dassault ne s'était pas montré victorieux,. En fait, le projet du Mirage III V fut rejeté essentiellement en raison de son excessive complexité, avec un total de neuf moteurs, là où le P.1154 n'en utilisait qu'un seul. De son côté, l'OTAN souffrait du fait de ne pas posséder un quelconque budget central, ne s'appuyant que sur chacune des nations impliquées pour la procuration d'équipement militaire. De ce fait, la sélection mise en place par la spécification NBMR-3 fut clairement négligée par tous ces pays. Finalement, en 1965, l'intégralité du projet fut abandonnée.

### Besoins de la RAF et de laRoyal Navy
Le 6 décembre 1961, avant sa soumission à l'OTAN, il fut décidé que le P.1154 serait développé pour répondre à des besoins correspondant à une utilisation à la fois par la RAF et la Royal Navy. En février 1962, l'Amirauté britannique accueillit le concept de l'avion avec un grand intérêt, alors que la Marine britannique était justement en train de chercher un nouvel intercepteur à utiliser sur ses porte-avions. En mars 1962, le Ministère de la Défense britannique (en anglais : Ministry of Defense, ou MoD) se montra ouvertement intéressé par le potentiel du P.1154 à venir remplacer à la fois les flottes de Hunters de la RAF et celles de Sea Vixens de la Royal Navy. En conséquence, en avril 1962, la première esquisse d'un besoin commun Naval/Air Staff fut publiée, sous la forme de la Specification OR356/AW406, à laquelle Hawker Siddeley Aviation proposa une réponse dès le mois de juin de la même année. À la suite de l'annulation du besoin opérationnel NBMR-3 de l'OTAN, Hawker Siddeley Aviation focalisa toute son attention à travailler sur cette spécification commune.
Les deux services cherchaient des caractéristiques différentes pour leur avion. La RAF désirait obtenir un chasseur monoplace avec des capacités d'intercepteur secondaires, alors que la Fleet Air Arm voulait un intercepteur biplace capable d'assurer des missions d'attaque à basse altitude en second rôle,. Par conséquent, la proposition faite par Hawker Siddeley impliquait le développement de deux versions distinctes du même P.1154, chacune visant à répondre aux besoins particuliers d'un des deux services. Bien que financièrement et politiquement engagé à un besoin commun avec la Royal navy, le concept monoplace de la RAF prit le dessus sur la version biplace de la Royal Navy. Toutefois, les P.1154 de la RAF devaient accueillir le gros radar d'interception de la Navy,. Quand Hawker Siddeley la soumit le 8 août, la Royal Navy critiqua la proposition, qui avait un train d'atterrissage agencé en tandem, incompatible avec les opérations de catapultage. Par conséquent, un train d'atterrissage tricycle fut étudié et fut admis, car finalement jugé pratique,. L'avion aurait été armé de missiles Red Top (en).
En novembre 1962, Rolls-Royce proposa un concept de « double Spey » à poussée vectorielle et équipé de PCB, pour remplacer le BS.100. Cet arrangement moteur alternatif au BS.100 fut largement considéré comme étant inférieur, en particulier à cause du danger posé par la dissymétrie de poussée produite si l'un des deux moteurs venait à caler en vol stationnaire. Toutefois, Rolls-Royce affirma que sa solution moteur pouvait être disponible plus tôt que le BS.100 ne pouvait l'être. En décembre 1962, Bristol effectua la première mise en route réussie d'un moteur Pegasus 2 équipé d'un système PCB. Afin de réaliser un décollage vertical, l'utilisation du PCB était nécessaire. Toutefois, ce mode d'emploi n'était pas des plus pratiques, car les pistes utilisés par cet avion auraient été soumises à de rudes contraintes, provoquant leur érosion prématurée,.
En décembre 1962, Hawker Siddeley Aviation mit tous ses efforts dans le développement de la version monoplace dédiée à la RAF. Selon Derek Woods, cette période marqua le début de la conception d'un appareil similaire à ceux proposés pour la spécification NBMR-3. Le 18 février 1963, Julian Amery, Ministre de l'Aviation, confirma que le contrat de l'étude de projet avait été placé. Le 25 mars, Amery annonça que le BS.100 avait été choisi comme groupe propulseur pour le P.1154. À ce moment-là, le programme laissait planer l'espoir d'une commande de 600 appareils : 400 pour la RAF et 200 pour la Royal Navy. Toutefois, alors que Hawker Siddeley Aviation commençait à attaquer la phase de conception détaillée du programme, il devint clair que les opinions sur l'équipement interne de l'appareil variaient substantiellement entre les deux services.
La difficulté à concilier les besoins divergents s'aggrava fortement lorsqu'en mai 1963, peu après la publication officielle de la Specification OR356/AW406, l'option de posséder deux modèles d'avions distincts fut rejetée. Le secrétaire d'État à la Défense Peter Thorneycroft avait insisté sur le développement d'un seul appareil commun pour répondre aux besoins des deux services. D'après Derek Wood, la décision de Thorneycroft aurait été influencée par le programme américain de l'avion multirôle F-111 Aardvark, qui l'aurait incité à vouloir obtenir la même chose du programme du P.1154. En dépit d'une préférence avérée de la Marine britannique pour un chasseur doté d'une voilure à géométrie variable, les services se mirent d'accord pour l'obtention d'un appareil entièrement commun, à l'exception des systèmes radar qu'il embarquerait. Toutefois, malgré les demandes de divers fabricants d'électronique au Ministère de l'Aviation pour être inscrits dans les besoins en équipements du futur appareil, aucune réponse ne fut donnée. Ce manque de leadership se montra en fait très représentatif du programme dans son ensemble.

### Mécontentement et abandon du programme
En conséquence des besoins divergents de la RAF et de la Royal Navy, le développement de l'avion commença à s'enliser. Après l'application de modifications pour adapter l'appareil aux besoins de la Marine, en juillet 1963, la prise de poids s'avéra être un sérieux problème pour l'avion. À ce moment-là, la Royal Navy était expressément en train de critiquer le choix d'un avion de type ADAV. En août 1963, Hawker Siddeley Aviation exprima ouvertement son inquiétude au sujet des nombreux changements appliqués à l'avion, qui risquaient de pénaliser lourdement son potentiel pour des ventes à l'exportation. Au même moment, la Marine affirma qu'elle voyait le P.1154 comme un intercepteur de second rôle, et la RAF décria ouvertement la perte de performances de l'appareil pour les missions d'attaque. En octobre 1963, le Ministre de l'Aviation se montra inquiet au sujet de l'avancée du projet, et nota que l'idée de combiner les caractéristiques d'un avion d'attaque avec celles d'un chasseur dans un seul et même avion, puis de le distribuer aux deux services, était « bancale ».
D'après Derek Wood, dès le mois d'octobre 1963 la situation devint critique, et certains officiels étaient déjà en train de commencer à examiner des options alternatives, comme un chasseur conventionnel, en la forme du McDonnell Douglas F-4 Phantom II. En novembre 1963, la RAF considérait toujours officiellement le P.1154 comme une plateforme convenable, alors que la Royal Navy semblait déjà considérer le Phantom II comme une réponse plus adaptée à ses besoins. En réponse, Hawker Siddeley Aviation décida de focaliser tous ses efforts sur la « version RAF » du P.1154. Fin 1963, insatisfait des avancées avec le modèle « bi-service » du P.1154, le gouvernement britannique examina trois options alternatives pour le programme :
- Continuer avec un P.1154 « orienté RAF », alors que la version navale serait retardée ;
- Continuer le développement d'un appareil totalement bi-service, avec seulement des différences mineures entre les versions produites ;
- Abandonner totalement le programme, en réévaluant les besoins des deux services concernés[28].

En novembre 1963, l'hebdomadaire britannique The Sunday Telegraph annonça publiquement que le P.1154 bi-service avait été abandonné. Derek Wood estima que l'ambition de Thorneycroft de réconcilier les besoins des deux services en un seul avion, ainsi que son insistance sur cette idée, « mit tout le projet en péril ». Environ au même moment, la Royal Navy exprima ouvertement sa préférence pour le F-4 Phantom II, et Thorneycroft concéda rapidement que la Marine obtiendrait finalement l'avion qu'elle voulait, et que le développement du P.1154 se tournerait désormais vers l'objectif de répondre aux besoins de la RAF uniquement. Le 26 février 1964, le Gouvernement conservateur annonça dans la Chambre des communes qu'un contrat de développement avait été placé pour le P.1154, équipé du moteur BS.100, en tant qu'avion d'attaque pour la RAF. Au même moment, il fut annoncé que les besoins de la Marine seraient remplis par des Phantoms modifiés dotés de moteurs Rolls-Royce Spey (plus tard redésignés Phantom FGR.2). Derek Wood établit cette décision comme étant « le début de la fin pour le P.1154, puisque l'expression de besoins initiale spécifiait une utilisation commune aux deux services ».

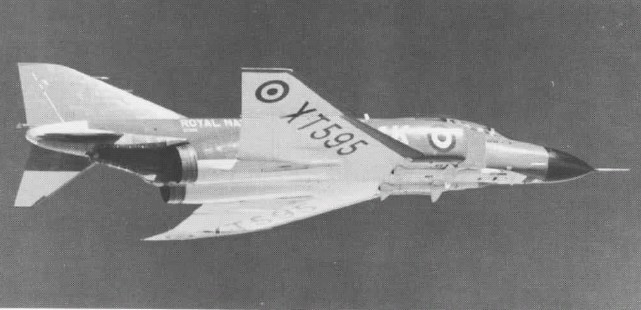
À la suite de l'abandon du programme P.1154, la Royal Navy acheta une version légèrement modifiée du chasseur américain McDonnell Douglas F-4 Phantom II.

À la suite de l'annonce faite par le gouvernement, Hawker Siddeley Aviation persista avec les travaux sur le P.1154. En septembre 1964, la première présentation d'une maquette à l'échelle 1 fut réalisée. Le 30 octobre 1964, une étape importante dans le programme de développement fut franchie, avec la première mise en route d'un moteur BS.100. Au même moment, Hawker Siddeley Aviation reçut des rapports favorables sur le fait que le P.1154 était compétitif au niveau des performances avec les autres avions, y-compris le F-4.
Enfin, Le P.1154 devint une victime du nouveau Parti travailliste, mené par Harold Wilson. En novembre 1964, le gouvernement de Wilson informa l'Air Staff qu'il allait devoir annuler deux des trois projets de développement spécifiques alors en cours, ces projets étant le P.1154, l'avion d'attaque BAC TSR-2, et l'avion de transport ADAC/V Armstrong Whitworth AW.681. Afin de sauver le programme du TSR-2, la RAF fut satisfaite d'abandonner le P.1154. Le 2 février 1965, l'annonce fut faite que le P.1154 avait été abandonné pour des raisons de coût. Au moment de l'annulation du projet, au-moins trois prototypes avaient atteint divers stades de construction, une première paire d'ailes étant par exemple sur le point d'être assemblée. À la suite de l'annulation, la RAF et la Royal Navy adoptèrent toutes deux le Phantom. Cependant, le gouvernement passa également un contrat pour la poursuite des travaux sur l'appareil subsonique original P.1127, qui déboucha sur la naissance du Harrier. Ce nom avait en fait été initialement réservé pour le P.1154, s'il était entré en service,.
Rétrospectivement, l'auteur aéronautique Tony Buttler considéra l'annulation du projet comme justifiée, notant les échecs longs et coûteux qu'avaient subis d'autres nations — comme les Soviétiques avec le Yak-141 ou les Allemands avec l'EWR VJ 101 — à tenter de concevoir un appareil ADAV supersonique. Ces appareils utilisaient tous des configurations à moteurs multiples, comme le Mirage III V, et non un unique turbofan à vectorisation de la poussée comme les Bristol Siddeley BS.100 et Pegasus, qui furent l'une des raisons de l'immense succès du Harrier. Derek Wood décrivit la situation ainsi : « Du début à la fin, le programme P.1154 fut une histoire de retards, d'interférences ministérielles et d'indécisions… Le P.1154 serait maintenant l'avion idéal pour les nouveaux porte-avions de la classe Invincible ».

## Spécifications techniques (P.1154 – Version «RAF»)
Données de The British Fighter since 1912
Caractéristiques générales
- Équipage : 1 pilote
- Longueur : 15,07 m
- Envergure : 7,32 m
- Masse maximale au décollage : 14 050 kg[35]
- Moteur : 1 turboréacteur à double flux, PCB et poussée vectorielle Bristol Siddeley BS.100/9

 Performances 
- Vitesse maximale : 

  - Mach 1,3 au niveau de la mer ;
  - Mach 2,0 en altitude.
- Plafond : 15 000 m[35]

Armement

- Bombes : Deux bombes de 454 kg[35]